# Píritu (municipalité de l'État de Falcón)
Pour les articles homonymes, voir Píritu.
Píritu est l'une des 25 municipalités de l'État de Falcón au Venezuela. Son chef-lieu est Píritu. En 2011, la population s'élève à 10 628 habitants.

## Géographie

### Subdivisions
La municipalité est divisée en deux paroisses civiles avec chacune, à sa tête, sa capitale (entre parenthèses) :
- Píritu (Píritu) ;
- San José de la Costa (San José de la Costa).